# Rainbows (Band)
Die Rainbows waren eine deutsche Beatband der 1960er Jahre aus West-Berlin, deren Lied Balla Balla 1965 international erfolgreich war. Das Lied läuft heute unter dem Namen: My Baby Baby Balla Balla.
Die Rainbows erreichten mit Balla Balla den Platz 3 der wöchentlichen deutschen Singles-Charts 1965 sowie Platz 16 in der Jahreswertung. 1966 erhielt die Band aufgrund ihrer damaligen Popularität in Deutschland hinter den Beatles und den Rolling Stones den Bronzenen Bravo Otto der Jugendzeitschrift Bravo.

## Mitglieder
In der Band spielten ab 1965 die Musiker
- Hartmut Münster (* 1944, Gesang, Gitarre)
- Rolf Schröder (* 1944, Gesang, Gitarre)
- Heinz-Dieter Heinze (* 1943[1][2] Schlagzeug)
- Horst Lippok (* 1941, Bass).[2]
- Gerhard (Hardy) Glöckner (* 1945, Gesang, Bass)
- Udo Lombard (* 1945, Schlagzeug, Percussions)

1966/67 löste der damalige Bassist der Gruppe The Shads, Gerhard Glöckner, aus London kommend Horst Lippok ab. Die Band kam durch den Einfluss der Musiker Lombard und Glöckner zu einem neuen Grundbeat, der bei den Fans ankam. 1971 verließen Rolf Schröder und Hardy Glöckner die Band endgültig.
Anfang der 1980er Jahre spielten die Rainbows noch einmal mit einer neuen Besetzung. Zu den beiden Gründungsmitgliedern Hartmut Münster und Hans Dieter Heinze kamen drei weitere Musiker der Berliner Szene: Burkhard Hamburger, Rudolf Fischer und Darko Presicek.

## Diskografie
Singles
- Balla Balla / Ju Ju hand (10/65 D #3)
- Kommando Pimperle / Don’t Cry (3/66 D #27)
- Ich weine dir nicht nach / A walk to Paris
- Rotkarierte Petersilie / Tubon

Alben
- The Rainbows (1966) (Tracklist: 1. Beautiful Delilah, 2. Too Much Monkey Business, 3. Donna, 4. Walking The Dog, 5. I’ll Not Be With You, 6. Sweet Little Sixteen, 7. Balla Balla, 8. Bald Headed Woman, 9. Carol, 10. Bad, Bad Baby, 11. Mr. Milkman, 12. You Must’ve Seen, 13. I Sure Know A Lot About Love, 14. Four Boys In Music)[3]
- Four boys in music mit ihrem größten Hit Balla Balla